# Beate Uhse (Unternehmen)
Die Beate Uhse Group BV ist ein Erotikunternehmen mit Sitz im niederländischen Veendam.

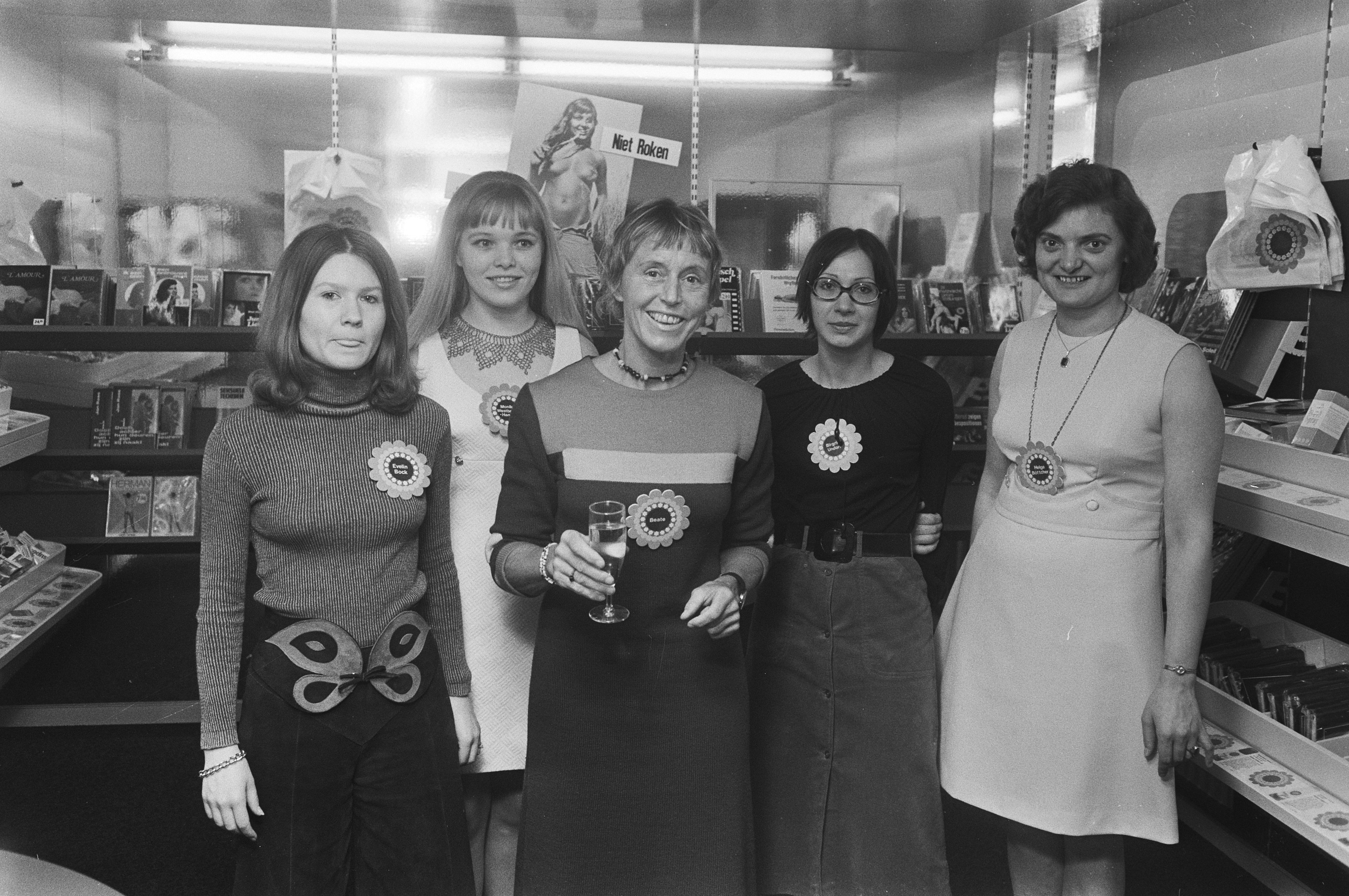
Beate Uhse 1971 in einem ihrer Sexshops in Amsterdam

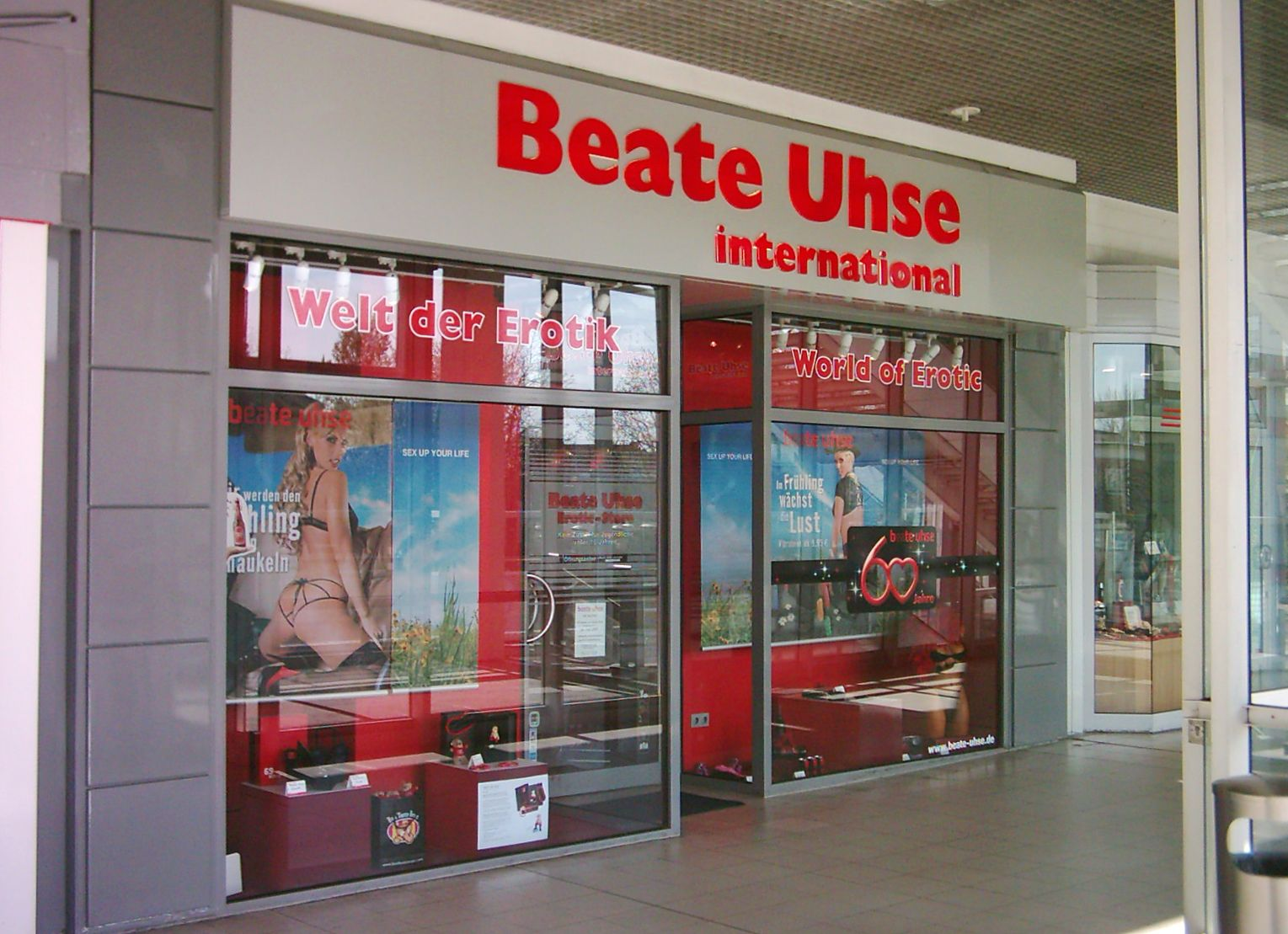
Beate Uhse-Sexshop in Hamburg

## Geschichte

### Unternehmensgründung in Flensburg
Gegründet wurde das Unternehmen 1951 als Versandhaus Beate Uhse von der deutschen Pilotin Beate Uhse. Im Angebot waren neben Kondomen auch Bücher zum Thema „Ehehygiene“ und Verhütung. Das Unternehmen begann mit vier Angestellten und hatte bereits zwei Jahre später 14 Mitarbeiter. 1962 folgte die Gründung des ersten Sexshops der Welt in der Angelburger Straße 58 in Flensburg. Im Jahr 1981 wurde von Beate Uhse und ihrem Sohn Ulrich die heutige Beate Uhse AG gegründet und als zweiter Familienstamm von Klaus Uhse und Dirk Rotermund der Orion Versand ausgegliedert.
Zu Werbezwecken für ihr Unternehmen nutzte Uhse demonstrativ die eigene Lebensgeschichte, die sie unter anderem in frühen Produktkatalogen präsentierte. Das selbststilisierende autobiografische Marketing trug erheblich dazu bei, die Marke zu etablieren. Dabei blieb die biografische Selbstdarstellung keineswegs gleich, sondern änderte sich und passte sich über die Jahre den veränderten Verhältnissen sowie auch dem Wandel des Geschichtsbildes in der Bundesrepublik an. Hatte sich Uhse im Katalog von 1952 noch als einfache Ehefrau und Mutter vorgestellt, deren eigener Erfahrungshintergrund sie dafür prädestinierte, Frauen in der unmittelbaren Nachkriegszeit bei Eheproblemen zu helfen, wechselte sie 1963 zum heldenhaften Image einer Frau, die sowohl als ehemalige Luftwaffenpilotin wie auch als Unternehmerin unbeirrbar ihren eigenen Weg ging.
In Flensburg befand sich bis 2015 nur noch die Verwaltung, während Warenlager und Versand in den Standorten Almere (bei Amsterdam) und Walsoorden (bei Antwerpen, aber ebenfalls in den Niederlanden) angesiedelt sind. In Almere ist zusätzlich noch der Vorstand angesiedelt. Auch der offizielle Unternehmenssitz ist weiterhin in Deutschland, das Unternehmen ist nach deutschem Recht organisiert, die Aktien werden an der Frankfurter Wertpapierbörse gehandelt. Im Mai 2015 beabsichtigte die Beate Uhse AG, die Verwaltung mit etwa 40 Mitarbeitern nach Hamburg-Fuhlsbüttel zu verlegen.

### Börsengang
Am 27. Mai 1999 ging Beate Uhse mit ihrem Unternehmen an die Börse und wurde zur Beate Uhse AG. Die zu einem Emissionspreis von 7,20 Euro auf den Markt gebrachte Aktie wurde 64-fach überzeichnet und erreichte an ihrem dritten Handelstag mit 28,20 Euro ihren absoluten Höchstkurs. Seither erlebte die Aktie von Beate Uhse AG einen dramatischen, fast ununterbrochenen Kurssturz und erreichte am 13. Juni 2018 mit 0,0065 Euro ihren vorläufigen tiefsten Schlusskurs, was einem Wertverlust von über 99,9 % gegenüber dem Höchstkurs und auch gegenüber dem Emissionspreis entspricht.
Unter Sammlern wird die gedruckte Aktienurkunde wohl wegen der Abbildung einer nackten und zweier mit roter Unterwäsche bekleideten Frauen gehandelt. Die Aktie ist im CDAX gelistet. Beate Uhse war die erste börsennotierte Erotik-Aktiengesellschaft.

### Geschäftsentwicklung
Die Nachfrage nach „virtuellem Sex“ in Videokabinen sowie der Verleih und Verkauf von pornografischen Filmen ging seit etwa 2000 deutlich zurück. Die Beate Uhse AG macht hierfür die Digitalisierung verantwortlich: „Die Kunden […] stillen ihren Bedarf bei kostenlosen Anbietern von Sexfilmen im Internet“. Außerdem werde der Erotikmarkt mit billigen Pornofilmen zu Preisen von fünf Euro oder noch weniger überschwemmt, so Beate-Uhse-Chef Christian Lindemann 2008 bei der Vorlage der Bilanz für das Jahr 2007, die für das Erotikhandelsunternehmen zum ersten Mal seit dem Börsengang 1999 einen Negativsaldo auswies. Lindemann gab bekannt, dass die Beate Uhse AG ihre Sexshops in den Städten umbauen und dabei die Videokabinen entfernen wolle. Lediglich noch in Gewerbegebieten und an Autobahnen will das Unternehmen den „an Hardcore orientierten Kunden“ mit Filmvorführungen in Einzel-Videokabinen sowie mit härteren Magazinen bedienen. So ging das Unternehmen in den letzten Jahren dazu über, freundlich ausgeleuchtete und hochwertig ausgestattete Flagshipstores in den Innenstädten großer Städte zu etablieren, die sich auch an eine weibliche Zielgruppe richten.

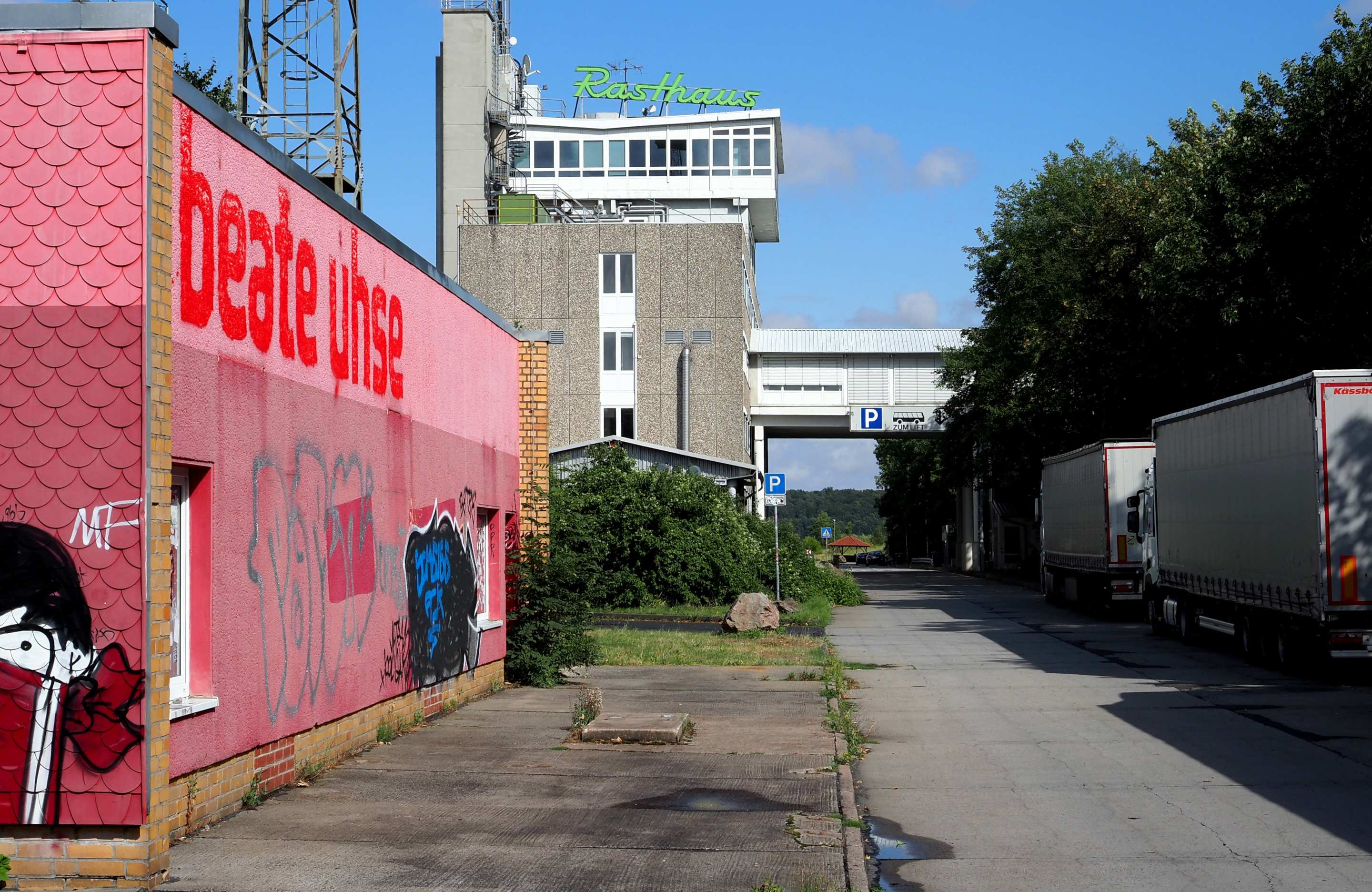
Ehemaliges Beate-Uhse-Geschäft an der innerdeutschen Grenze

Zwischen 1990 und 2005 wurden von einem Schweizer Lizenznehmer in der Schweiz 34 Läden unter der Marke Beate Uhse eröffnet. Seit 2005 firmiert diese Ladenkette autark unter dem Label Magic X.
Im Sommer 2014 entdeckte die Beate Uhse AG muslimische Frauen als vollkommen neue Zielgruppe und unterstützt das niederländische Start-Up-Unternehmen El Asira, welches Scharia-konforme Erotikartikel mit dem Prädikat „halal lifestyle“ zusammen mit dem Flensburger Konzern entwickelt und anbietet und dessen Vertriebs- und Logistikstrukturen nutzt.
Im September 2016 wurde die Tochterfirma Beate Uhse New Media an die Schweizer tmc Content Group AG verkauft. Der Preis soll mit rund 1,5 Millionen Euro (das Dreifache des Gewinns) niedrig gewesen sein.
Im Oktober 2017 teilte das Unternehmen mit, dass die Prognose zu Umsatz und Gewinn für das Geschäftsjahr 2016 nicht eingehalten werden kann, der Gesamtumsatz des Unternehmens würde bei 103 Mio. Euro liegen, das Ergebnis (EBIT) bei −6,2 Mio. Euro.
Am 15. Dezember 2017 beantragte die Holdinggesellschaft der Beate Uhse AG in Eigenregie die Eröffnung des Insolvenzverfahrens, wobei Ziel der Insolvenz eine Sanierung in Eigenverwaltung war. Für die Töchter wurde keine Insolvenz beantragt, weshalb die operativen Gesellschaften ihren Geschäftsbetrieb uneingeschränkt fortsetzen können. Im April 2018 ging die Zerschlagung in Tochtergesellschaften weiter. Im Mai 2018 reduzierte die Consipio Holding B.V. ihren Anteil auf unter 1 %. 2019 wurde die Beate Uhse AG in Erotik-Abwicklungsgesellschaft AG umbenannt. Das operative Geschäft wurde von einem durch Robus Capital Management verwalteten Investmentfonds übernommen und firmierte bis zur Löschung 2022 als be you GmbH.
Anfang 2020 firmierte das Unternehmen als Beate Uhse Group BV im niederländischen Veendam. An der Adresse befindet sich 2025 der Erotik-Anbieter EasyToys.

## Marken
Das Unternehmen tritt unter mehreren Marken, bzw. Firmierungen auf: Beate Uhse ist die Dachmarke des Konzerns. Die am 25. Januar 1984 gegründete niederländische Versandhandelsmarke Pabo ist seit 1999 in der Unternehmensgruppe. Seit einem Relaunch 2002 wird der Markenauftritt im Rahmen einer Migration an Beate Uhse angepasst. Pabo Deutschland und Pabo Österreich gibt es seit April 2011 nicht mehr. Die 1968 von Hans Hertog gegründete niederländische Ladenkette Christine le Duc gehört seit 2003 zur Unternehmensgruppe. Seit einem Relaunch 2006 wird der Markenauftritt im Rahmen einer Migration an das Look & Feel der Marke Beate Uhse angepasst. Mit Adam et Eve firmiert Beate Uhse in den Bereichen: „Einzelhandel, Versandhandel und Entertainment“ in Frankreich. ZBF und Scala Playhouse sind weltweite Großhandel.

## Aktionärsstruktur
| Anteil  | Anteilseigner                                                                   |
| ------- | ------------------------------------------------------------------------------- |
| 83,44 % | Streubesitz                                                                     |
| 0,38 %  | Consipio Holding B.V.                                                           |
| 13,11 % | Sparkassen- und Giroverband für Schleswig-Holstein über die Venus Hyggelig GmbH |
| 2,71 %  | Global Vastgoed B.V.                                                            |
| 0,36 %  | eigene Anteile                                                                  |

Stand: 2019

## Logos

Bis 2013
2013 bis 2017
2017 bis 2019
2019 bis 2020
Seit 2020